# Gramática universal
La gramática universal (GU) es una teoría lingüística de la escuela transformacional y generativa que afirma que determinados principios comunes subyacen a todas las lenguas naturales. En esta teoría se dice que estos principios son innatos dentro de nuestra condición humana y va más allá de la gramática nocional de Jespersen, de la que es heredera.
Esta teoría no afirma que todas las lenguas naturales tengan la misma gramática, o que todos los humanos estén programados con una estructura que subyace bajo todas las expresiones de lenguas humanas, sino que hay una serie de reglas que ayudan a los niños a adquirir su lengua materna.
Quienes estudian la gramática universal tienen el propósito de conseguir abstraer generalizaciones comunes a diversos idiomas, a menudo de la siguiente forma: «Si X es cierto, entonces Y ocurre». Este estudio se ha extendido a numerosas disciplinas lingüísticas, tales como la fonología y la psicolingüística. 
Dos lingüistas que han tenido una influencia considerable en esta área, ya sea directamente o mediante la escuela que han promovido, son Noam Chomsky y Richard Montague.
El argumento, dicho sintéticamente, es el siguiente: si seres humanos que crecen y se desarrollan en condiciones normales (es decir, no en condiciones extremas de ningún tipo), desarrollan siempre un lenguaje con una propiedad X (que podría ser, por ejemplo, distinguir entre sustantivos y verbos, o distinguir palabras funcionales y palabras léxicas), entonces se puede inducir que la propiedad X no es parte de una gramática particular, sino que forma parte de la, así llamada, gramática universal.
La gramática universal, de esta forma, es un concepto potente que está lleno de repercusiones, y no exento de ciertas dificultades de definición. En general, podría decirse que la gramática universal sería el conjunto de propiedades gramaticales que un cerebro humano desarrollado en condiciones de normalidad; o, dicho de otra manera, una propiedad del cerebro humano que le capacita para desarrollar un cierto conjunto de reglas y contenidos gramaticales, siempre que su desarrollo ocurra en condiciones no extremas.
El propio Noam Chomsky argumentó que el cerebro humano contiene un limitado conjunto de reglas para organizar su conocimiento del lenguaje. Por lo tanto, es posible pensar que todas las lenguas tienen una básica estructura común, y a dicha estructura le aplicó Chomsky la etiqueta de «gramática universal».
Así, los hablantes que dominan una determinada lengua saben perfectamente qué expresiones son aceptables en esa lengua y qué expresiones no lo son. La clave del estudio chomskiano es, por lo tanto, la siguiente: ¿cómo es posible que estos hablantes puedan llegar a saber las restricciones de su lenguaje, si nunca han aprendido las expresiones que violan esas restricciones? En efecto, esta ausencia de evidencias negativas para ciertas estructuras gramaticales no impide que los hablantes las asuman como tales, como elementos a-gramaticales, de forma natural. Este hecho irrebatible permitió a Chomsky establecer que, más allá de las diferencias superficiales en cuanto a la organización de las palabras que existen entre lenguas distintas, todas las lenguas comparten una estructura profunda que resulta natural, es decir, que forma parte del mismo cerebro humano.
No obstante, la teoría chomskiana tiene como eje central de su estudio la recursividad como algo intrínseco al lenguaje humano y, todo ello, lo contradice años después el profesor Daniel L Everett, quien pone en entredicho que la recursividad sea común a todas las lenguas, basándose en sus estudios sobre el idioma pirahã.